# بنك الاتصالات
بنك الاتصالات المحدود (BoCoM)، هو خامس أكبر بنك في الصين القارية، تأسس عام 1908. وهو أحد البنوك التي أصدرت أوراقًا نقدية في التاريخ الصيني الحديث. أُدرج في بورصة هونغ كونغ في يونيو 2005 وبورصة شنغهاي للأوراق المالية في مايو 2007.